# Eugène Pehoua-Pelema
Eugène Pehoua-Pelema (8 aprile 1963) è un ex cestista e allenatore di pallacanestro centrafricano.

## Carriera
Con la Rep. Centrafricana ha preso parte ai Giochi olimpici del 1988, segnando 12 punti in 7 partite.